# Filippos Petsalnikos
Filippos Petsalnikos (grekiska: Φίλιππος Πετσάλνικος), född 1 december 1950 i Mavrochóri i Västra Makedonien, död 13 mars 2020 i Aten, var en grekisk politiker som var det grekiska parlamentets talman mellan 2009 och 2012.
Han blev invald i det grekiska parlamentet 1985 som representant för de socialdemokratiska partiet PASOK.
Bland hans uppdrag kan nämnas:
- 1990 - 1993: Sekreterare för PASOK:s parlamentariska utbildningssektor
- 1994 - 1996: Biträdande minister för nationell utbildning och religiösa frågor
- 1996 - 1998: Minister i Makedonien - Thrakien
- 1998 - 1999: Minister för allmän ordning
- 2000 - 2001: Biträdande minister för nationell utbildning och religiösa frågor (tredje mandatperioden)
- 2001 - 2004: Justitieminister
- 2004 - 2009: Vice ordförande för det grekiska parlamentet
- 2009 - 2012: Ordförande för det grekiska parlamentet